# Sandö, Hangö

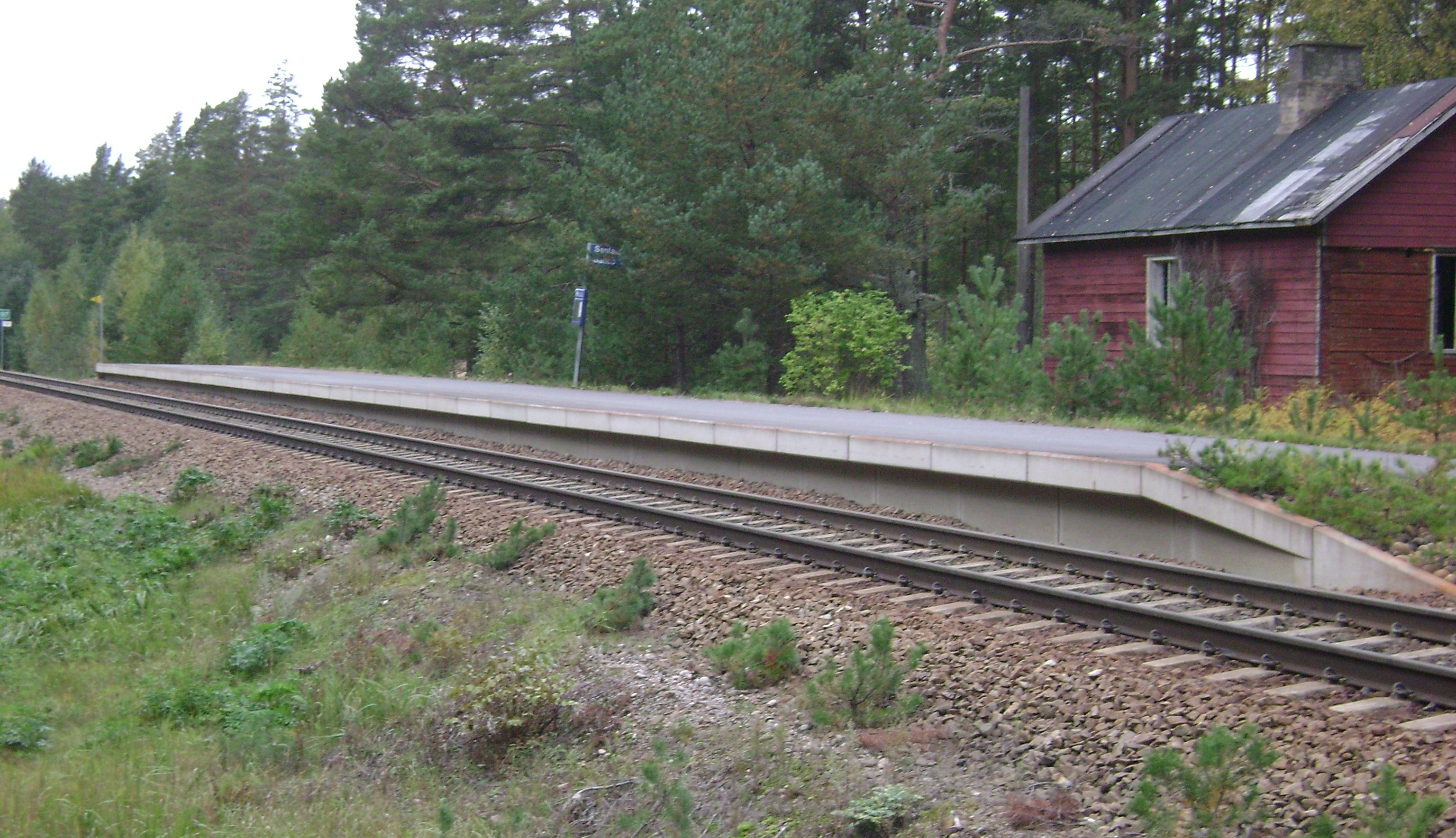
Sandö hållplats år 2011.

Sandö (finska: Santala) är en by i Hangö i det finländska landskapet Nyland. Byn är belägen i den före detta kommunen Bromarv. I Sandö finns bland annat Sandö gård, Sandö hållplats och en begravningsplats.
I Sandö verkar också ViskoTeepak Ab som tillverkar paketering för livsmedelsprodukter.